# Plesnoy
Plesnoy é uma comuna francesa na região administrativa de Grande Leste, no departamento de Haute-Marne. Estende-se por uma área de 9,03 km². Em 2010 a comuna tinha 116 habitantes (densidade: 12,8 hab./km²).